# University of Utah
The University of Utah (även känt som the U eller the U of U) är ett amerikanskt offentligt forskningsuniversitet beläget i Salt Lake City i delstaten Utah. Universitetet grundades i februari 1850 under namnet The University of Deseret genom ett beslut taget av generalförsamlingen i den kortlivade Staten Deseret och är därmed den äldsta institutionen för högre studier i delstaten Utah. Universitetet fick sitt nuvarande namn år 1892, fyra år innan delstaten Utah bildades.
Enligt universitetets egna uppgifter erbjöd det år 2009 över 100 utbildningsprogram på grundnivå och över 90 program på doktorandnivå. Under hösten 2008 hade universitetet totalt över 28 000 studenter på grund- och doktorandnivå, varav nästan en fjärdedel utgjordes av doktorander.
University of Utah utgör, tillsammans med nio andra institutioner inom delstaten Utahs utbildningsväsende, en del av Utah System of Higher Education.
Mario Capecchi, en av tre mottagare av Nobelpriset i fysiologi eller medicin år 2007, är verksam som professor i humangenetik och biologi vid University of Utah.

## Historia
År 1847 anlände de första mormonska pionjärerna till Salt Lake-dalen och år 1849 hade de bildat vad de kallade Staten Deseret. Den 28 februari 1850 beslutade Staten Deserets generalförsamling att ett "University of Deseret" skulle bildas. Till universitetets första kansler utsågs en ledare inom mormonkyrkan vid namn Orson Spencer. Till följd av svåra ekonomiska tider var det under universitetets första år dåligt med resurser i form av böcker, lärare och lokaler. Undervisningen hänvisades till att genomföras i privatbostäder medan lärarlöner och undervisningsmaterial bekostades av privata donatorer. År 1853 ledde det ansträngda läget till att verksamheten fick ställas in och undervisningen kom under mer än ett decennium att ske endast sporadiskt.

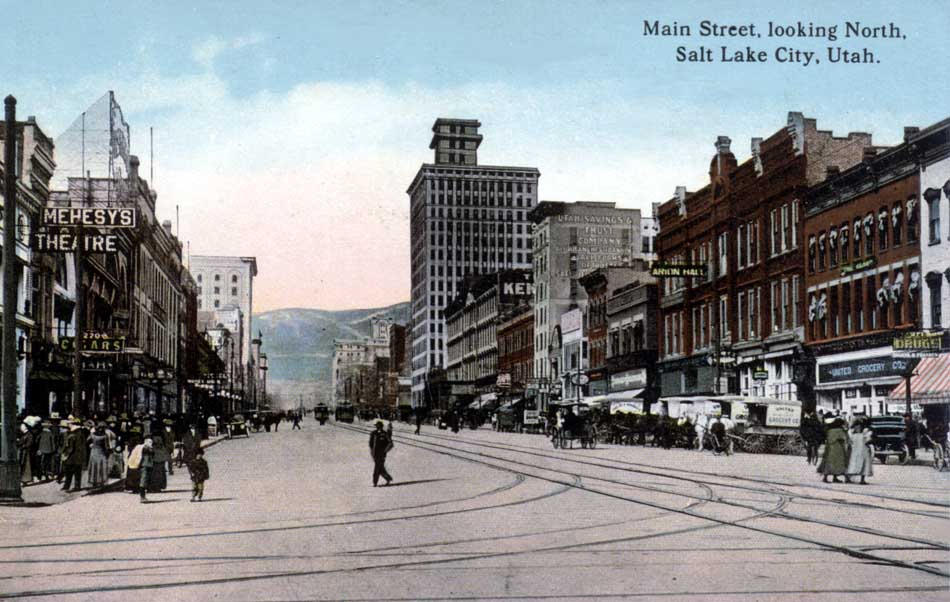
Salt Lake City i början av 1900-talet.

År 1869 hade emellertid det ekonomiska läget börjat att förbättras. Bland annat hade den första transkontinentala järnvägen nu anlagts och hade sin sträckning genom Utah, inte långt från Salt Lake City. Även den spända relationen till centralmakten i Washington D.C. hade förbättrats. Det nya läget markerades genom att man anställde en man som var välkänd inom den akademiska världen, John R. Park, till att bli universitetets rektor och senare president åren 1869-1892. Åren 1876 och 1884 kom universitetet att byta till bättre lokaler för att slutligen år 1900 flytta till sitt nuvarande campusområde nära militärbasen Fort Douglas, några kilometer öster om Salt Lake City. Det nya universitetsområdet kom att omfatta endast fyra byggnader: en för naturvetenskap, en för humaniora, en normalskola för blivande lärare och ett museum.
År 1904 utökades universitetsområdet efter att University of Utah mottagit ytterligare mark från Fort Douglas. Även antalet studenter ökade, från 183 studenter år 1900 till över 1 500 studenter ett decennium senare.
Det versala U:et, som kommit att bli universitetets symbol, byggdes år 1907 och kan sedan dess beskådas på sidan av berget Mount Van Cott norr om campuset.
Emellertid var inte allt frid och fröjd på universitetet: år 1914 blossade en kontrovers upp rörande den akademiska friheten. Fyra medlemmar av kollegiet blev degraderade eller fick inte sina tjänster förlängda efter att de tillåtit en talare inför avgångsklasserna att kritisera mormonkyrkans inflytande över universitetet. Upprörda studenter och lärare anordnade protester och möten. En undersökning genomförd av den nybildade amerikanska universitetslärareföreningen fann att universitetsadministrationen hade bestraffat lärarna för triviala förseelser. När dammet slutligen lade sig år 1915 hade 21 universitetslärare (en tredjedel av lärarkåren) avgått i protest. Kontroversen ledde även till att Joseph T. Kingsbury, som varit rektor för University of Utah sedan 1897, fick lämna sitt ämbete år 1916.
Universitetet kom att växa under större delen av 1900-talet förutom under de båda världskrigen, då antalet studenter tillfälligt minskade för att sedan, efter krigssluten, åter öka kraftigt.
År 1945 tilldelades University of Utah rätten att utfärda doktorsexamen, en rätt som universitetet för första gången utnyttjade år 1947.
Ett område i närheten av universitetet som kom att kallas dess "research park" avsattes år 1970 speciellt för högteknologiska företag och började att bebyggas samma år.
År 1991 tillträdde Arthur K. Smith som universitetets rektor, den första på den posten som inte var medlem i mormonkyrkan.
År 1995 tilldelades Salt Lake City vinter-OS år 2002. University of Utah kom i samband med spelen att husera OS-byn medan öppnings- och avslutningsceremonierna kom att hållas på universitetscampusets Rice-Eccles Stadium.

## Campus

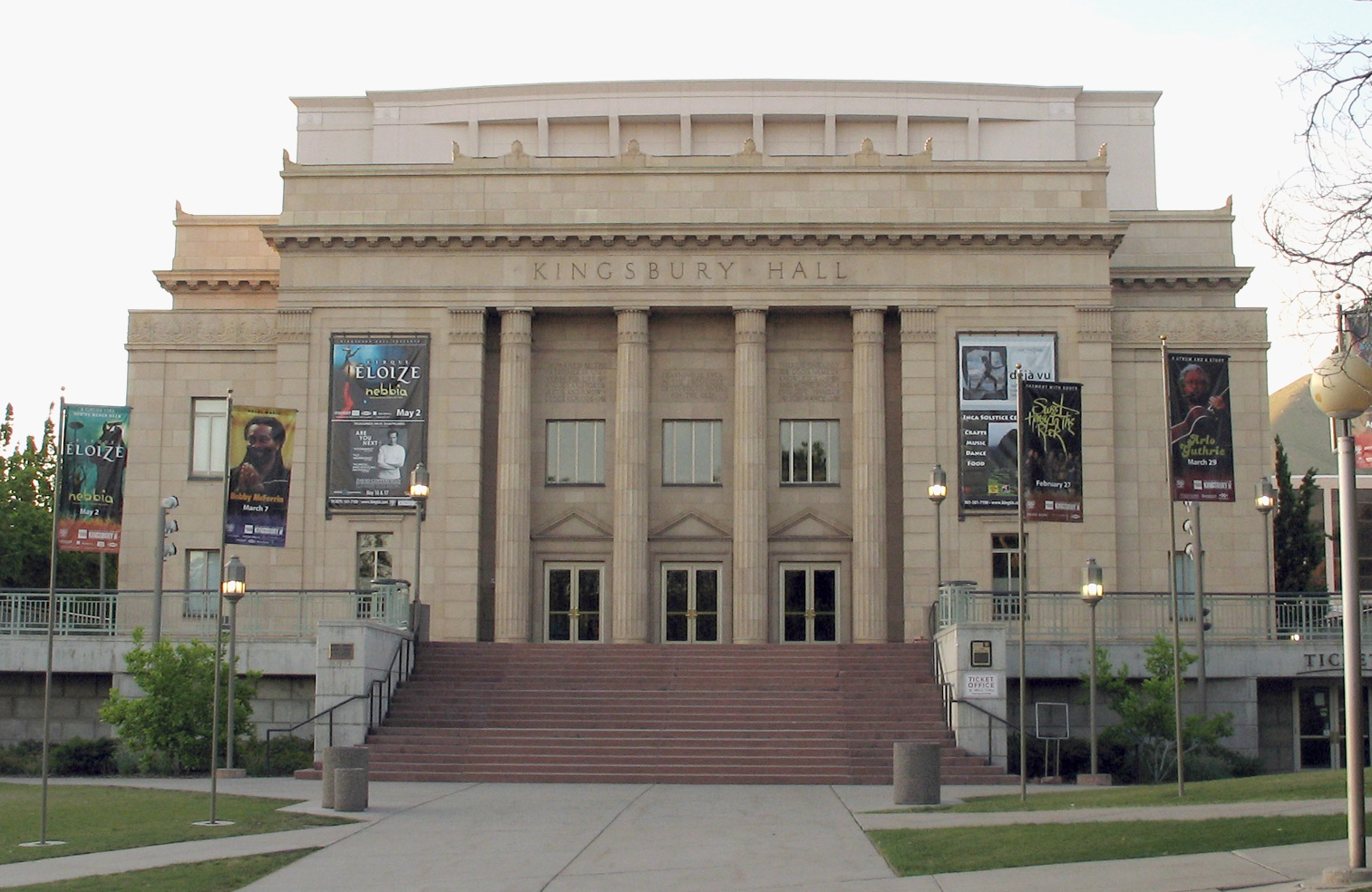
Kingsbury Hall, ett kulturcentrum beläget på campusområdet. Byggnaden är namngiven efter Joseph T. Kingsbury, rektor för University of Deseret åren 1892-1894 och för University of Utah 1897-1916.

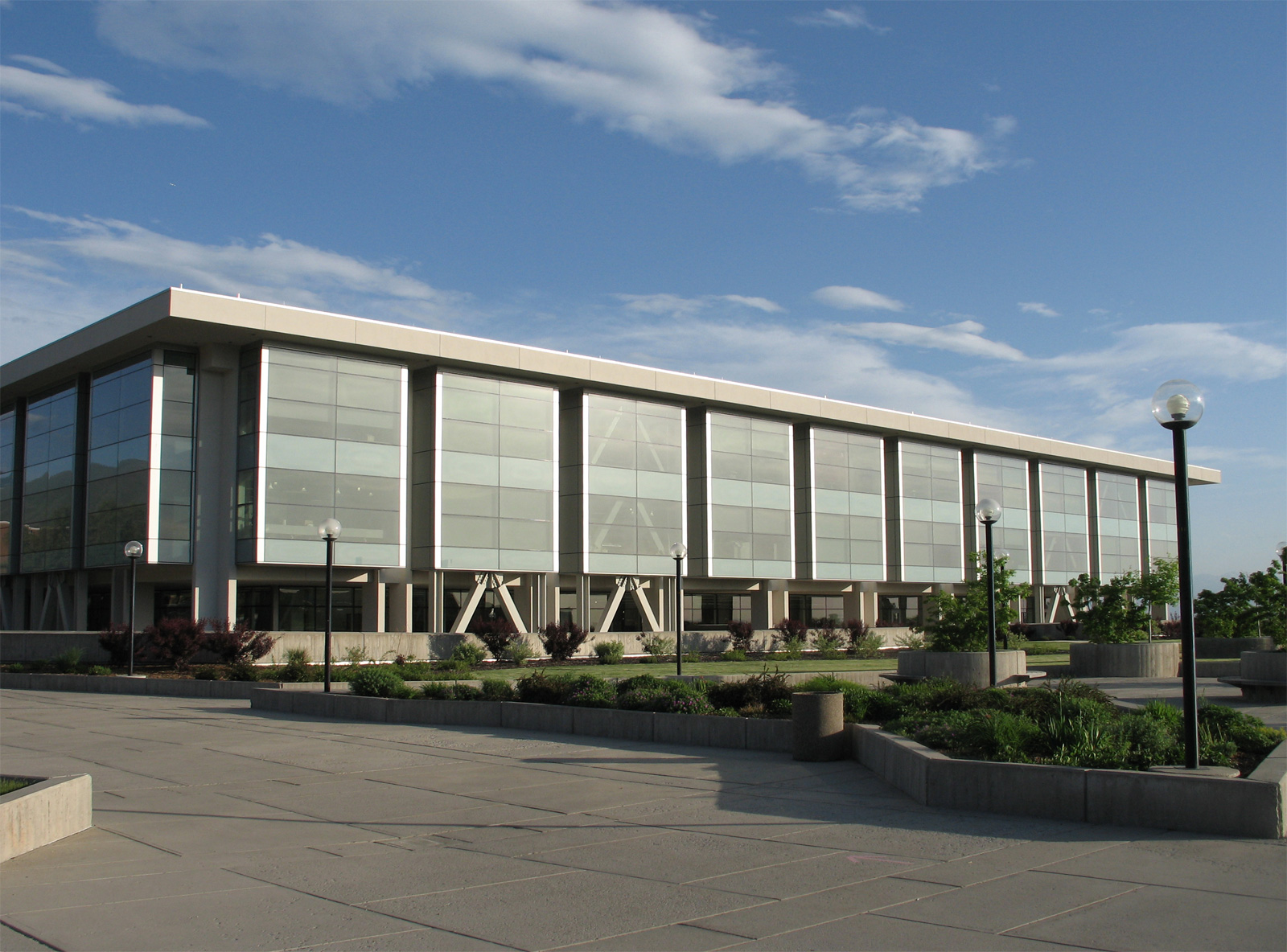
J. Willard Marriott Library

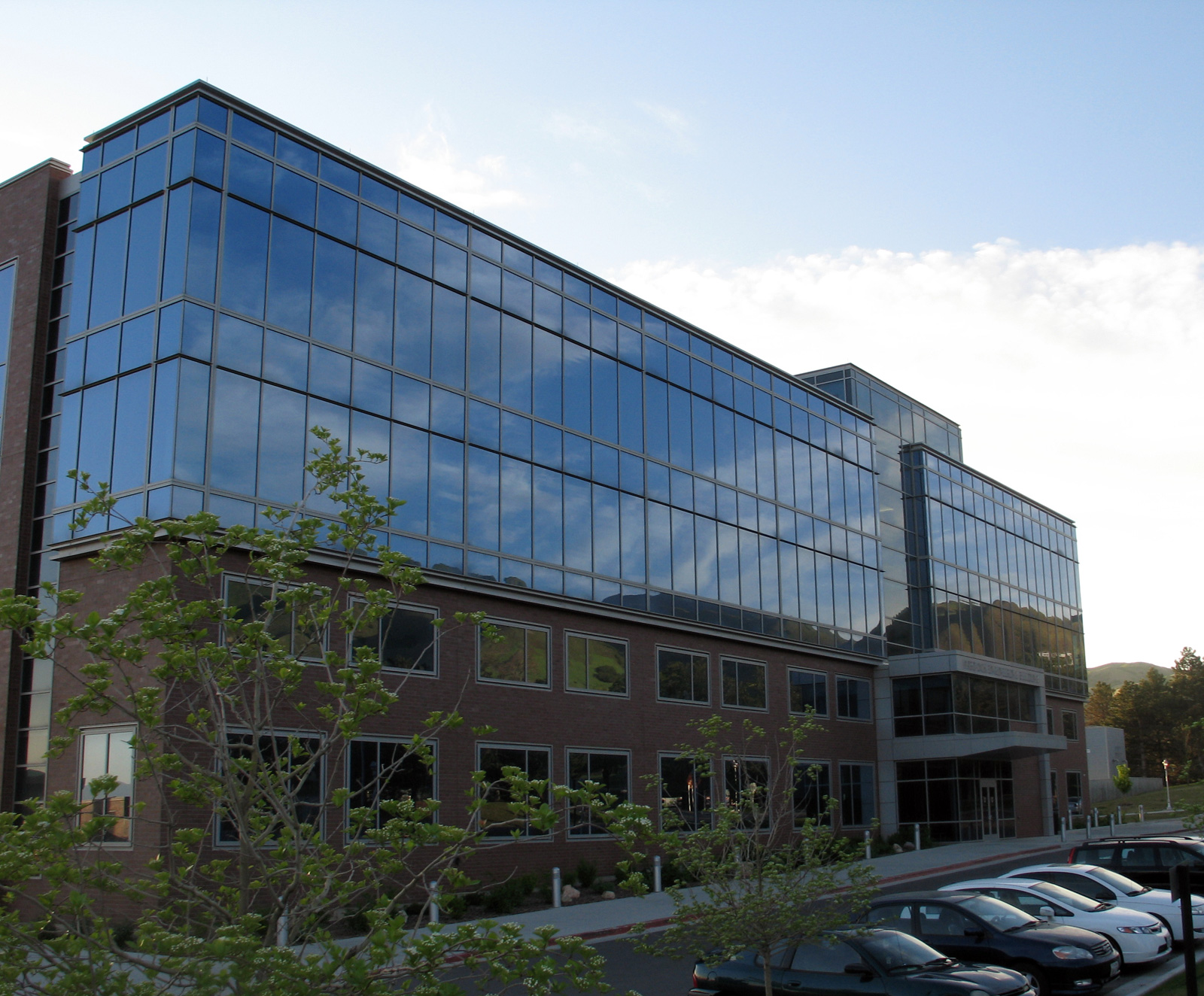
The Warnock Engineering Building, College of Engineering. Byggnaden är namngiven efter alumnen John Warnock, en av grundarna av Adobe Systems, och hans hustru.

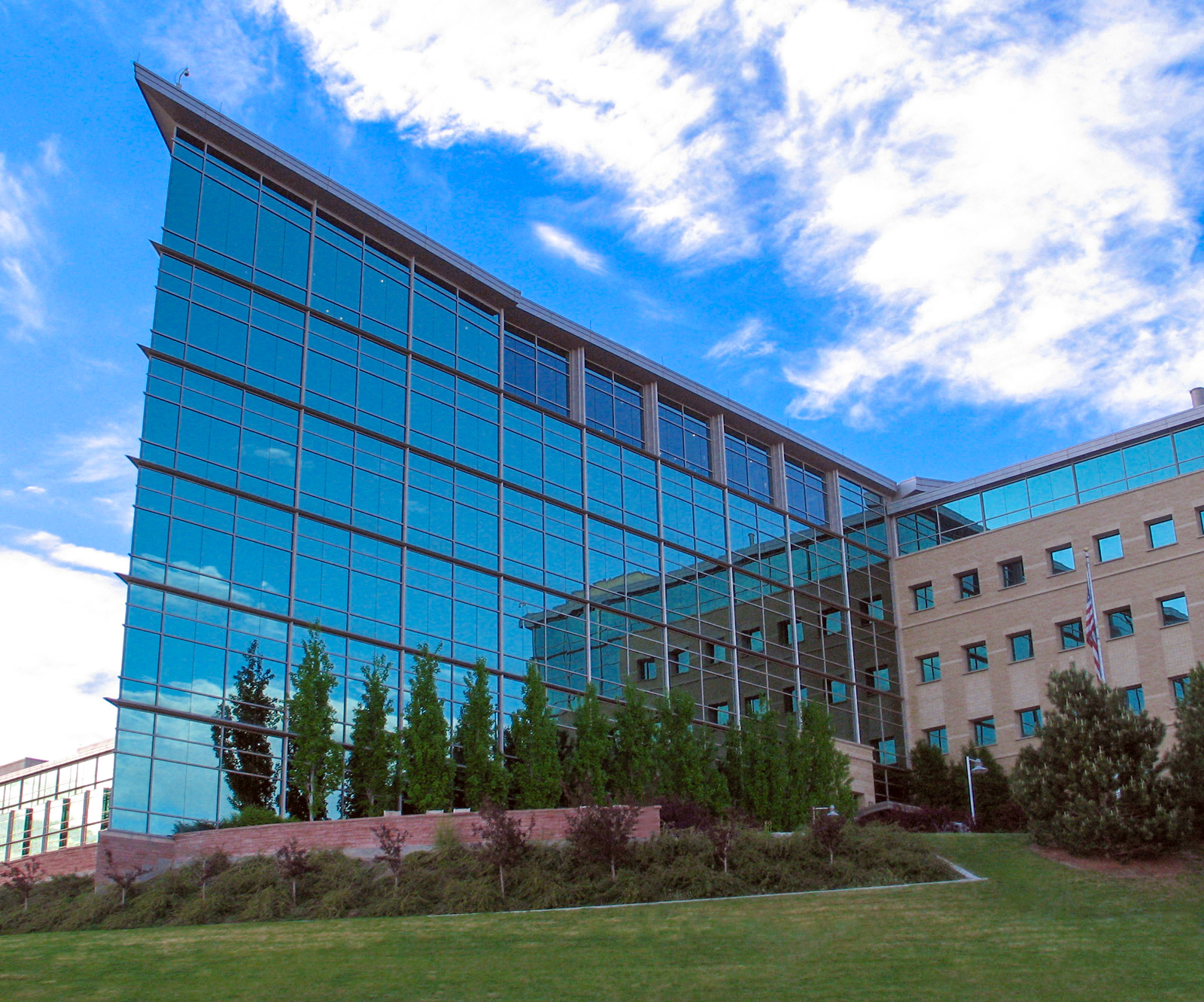
The Huntsman Cancer Institute, ett cancerforskningscentrum beläget på University of Utahs campus. Institutet är uppkallat efter affärsmannen Jon Huntsman, Sr.

University of Utahs campus är beläget i den östra delen av Salt Lake-dalen, några kilometer öster om Salt Lake Citys stadskärna, nära bergskedja Wasatch Range. Totalt upptar campuset ett område med nästa 300 byggnader på en yta av cirka 600 hektar om området för biomedicin, forskningsparken och Fort Douglas räknas in.
Campusområdets västra del kallas det lägre campuset med anledning av att campusområdet i sin helhet sluttar upp mot den närliggande bergskedjan. I det lägre campusområdet återfinns bland annat idrottsarenorna Rice-Eccles Stadium och Jon M. Huntsman Center, Utahs naturhistoriska museum och Utahs konstmuseum samt kulturcentrumet Kingsbury Hall.
I detta område återfinns även universitetets bibliotek J. Willard Marriott Library, namngivet efter alumnen J. Willard Marriott, som har drygt tre miljoner volymer. Viktiga samlingar i biblioteket inkluderar bland annat information om Utah, mormonerna och västra USA. I biblioteksbyggnaden finns även The Aziz Atiya Library for Middle East Studies, det femte största bibliotekssamlingen inom Mellanösternstudier i Nordamerika. Detta forskningsbibliotek är uppkallat efter historikern Aziz Suryal Atiya som grundade University of Utahs centrum för Mellanösternstudier.

## Skolor
Universitetets huvudsakliga organisatoriska indelning sker utifrån följande skolor:
| - College of Architecture & Planning - College of Education - College of Engineering - College of Fine Arts - College of Health - College of Humanities - College of Mines & Earth Sciences - College of Nursing |  | - College of Pharmacy - College of Science - College of Social & Behavioral Science - College of Social Work - David Eccles School of Business - S.J. Quinney College of Law - School of Medicine |

## Idrott
Universitetets olika idrottslag går under det gemensamma namnet Utah Utes. Namnet är härlett från den indianska Ute-stammen, som var ursprunget till delstatens namn, Utah. Till följd av detta är Utah Utes lagsymbol det versala U:et i kombination med ett par indianska fjädrar.
Rice-Eccles Stadium är amerikansk fotbollslaget Utah Utes hemmaarena. Denna stadium användes för öppnings- och avslutningsceremonierna vid 2002 års vinter-OS i Salt Lake City.

## Kända alumner
Några av de mer kända alumnerna från University of Utah är:
- Rocky Anderson, politiker, borgmästare i Salt Lake City 2000-2008
- Alan Ashton, medgrundare av WordPerfect Corporation
- Robert Bennett, politiker, senator (Utah) sedan 1993
- Nolan Bushnell, grundare av Atari och Chuck E. Cheese's
- Orson Scott Card, författare (fiktion)
- James H. Clark, datavetare och entreprenör
- Stephen Covey, författare
- William DeVries, kirurg, genomförde den första lyckade permanenta hjärtimplantationen
- Jake Garn, politiker, senator (Utah) 1974-1993
- Henri Gouraud, datavetare, uppfann datorgrafiktekniken Gouraud-skuggning
- Ralph Hartley, fysiker
- Gordon B. Hinckley, president för mormonkyrkan 1995-2008
- Jon Huntsman, Jr., politiker och diplomat, guvernör (Utah) 2005-2009, USA:s Kina-ambassadör sedan 2009
- Robert Jarvik, vetenskapsman, uppfann det artificiella hjärtat Jarvik-7
- Alan Kay, datavetare
- J. Willard Marriott, grundare av Marriott International
- Robert A. McDonald, VD för Procter & Gamble sedan 2009
- Thomas S. Monson, president för mormonkyrkan sedan 2008
- David Neeleman, grundare av JetBlue Airways
- Russell M. Nelson, kirurg
- Simon Ramo, fysiker
- Karl Rove, chefsrådgivare 2001-2007 och vice stabschef 2005-2007 i Vita huset
- Wallace Stegner, författare
- John Warnock, datavetare, medgrundare av Adobe Systems

## Rektorer
Rektorer vid University of Utah och tidigare University of Deseret (åren 1850-1892):
- 1850–1852 Orson Spencer (kansler)[1]
- 1867–1869 David O. Calder
- 1869–1892 John R. Park (först rektor och sedan president)[1]
- 1892–1894 Joseph T. Kingsbury (tillförordnad president)[4]
- 1894–1897 James E. Talmage[4]
- 1897–1916 Joseph T. Kingsbury (hans andra period som president)[4]
- 1916–1921 John A. Widtsoe[13]
- 1921–1941 George Thomas[13]
- 1941–1945 LeRoy Cowles[5]
- 1946–1964 A. Ray Olpin[6]
- 1964–1971 James C. Fletcher[14]
- 1971–1973 Alfred C. Emery[14]
- 1973–1983 David P. Gardner[7]
- 1983–1991 Chase Peterson[7]
- 1991–1997 Arthur K. Smith[7]
- 1998–2004 Bernard Machen[7]
- 2004–2011 Michael K. Young, professor i komparativ juridik[15]
- 2012–2018 David W. Pershing
- 2018–2021 Ruth Watkins
- 2021– Taylor R.  Randall